# Limbo (2023)
Limbo ist ein australischer Spielfilm von Ivan Sen aus dem Jahr 2023. Der Film mit Simon Baker in der Hauptrolle wurde im Februar 2023 im Rahmen der Internationalen Filmfestspiele Berlin uraufgeführt.

## Handlung
Der Detektiv Travis Hurley reist in eine Kleinstadt ins australische Outback, um einen 20 Jahre alten ungelösten Mordfall zu lösen. Das Opfer war ein einheimisches Aborigine-Mädchen. Bei seinen Ermittlungen knüpft Travis Verbindungen zur zerbrochenen Familie des Opfers und deckt eine Reihe harter Wahrheiten auf. Dadurch wird die Komplexität vom Verlust und der Ungerechtigkeit hervorgehoben, die die indigenen Völker Australiens in der Vergangenheit erfahren haben.

## Veröffentlichung
Die Premiere des Films fand am 23. Februar 2023 im Rahmen der Internationalen Filmfestspiele Berlin statt.

## Auszeichnungen
Limbo erhielt eine Einladung in den Wettbewerb um den Goldenen Bären, den Hauptpreis der Berlinale.